# Диоскорид (поэт)
Диоскори́д (др.-греч. Διοσκουρίδης, лат. Dioscorides) — древнегреческий поэт-эпиграмматист III века до н. э., живший в Александрии.
Сводят с ума меня губы речистые, алые губы,

        Сладостный сердцу порог дышащих не́ктаром уст;

Взоры бросающих искры очей под густыми бровями,

        Жгучие взоры — силки, сети для наших сердец;

Мягкие, полные формы красиво изва́янной груди,

        Что услаждают наш глаз больше, чем почки цветов…

Но для чего мне собакам показывать кости? Наукой

        Служит Мидасов камыш тем, чей несдержан язык.

В Палатинской антологии сохранилось около сорока его эпиграмм, с разных сторон освещающих жизнь и интересы эллинистического Египта времён Птолемея III. Здесь имеются похвалы пользовавшимся почётом в александрийскую эпоху поэтам прошлого, прославление старинной воинской доблести привлекавшей тогда особенное внимание всего греческого мира Спарты, местные египетские реалии (например, разливы Нила), упоминания о театральных представлениях, печальные и комические эпизоды.
Видное место занимает любовная тема — стихи о прекрасных женщинах и юношах, иногда достаточно откровенные и эротически напряжённые. Три из эпиграмм Диоскорида (AP V, 55; XII, 37, 42) по цензурным причинам не публиковались на русском языке до 1997 года, а одна (AP V, 54) — не переводилась никогда.
В стихотворении Мелеагра Гадарского о венке (AP IV, 1), где стихи полусотни греческих поэтов сравниваются с различными растениями, Диоскориду соответствует «нежный амом».